# شهرستان ماریون (آلاباما)
شهرستان ماریون، آلاباما (به انگلیسی: Marion County, Alabama) شهرستانی در ایالات متحده آمریکا است که در آلاباما واقع شده‌است.

## خصوصیات
شهرستان ماریون ۱٬۹۲۶٫۹۶ کیلومترمربع مساحت دارد.